# Alexandros I của Ipiros
Alexandros I của Ipiros (tiếng Hy Lạp: Ἀλέξανδρος Α 'της Ηπείρου, 370 TCN - 331 TCN), cũng gọi là Alexandros Molossus (tiếng Hy Lạp: Ἀλέξανδρος ο Μολοσσός), là một ông vua của Ipiros (350-331 BC) thuộc triều đại Aeacidae  Ông là con trai của Neoptolemos I, vua của người Molossis, một trong những bộ tộc lớn nhất ở Epiros và là em trai của Olympias, ông là một người chú của Alexandros Đại đế. Khi Neoptolemos qua đời (khoảng năm 360 TCN), người em trai của ông ta, Arybbas, trở thành vua. Ông ta đã củng cố địa vị của mình bằng một hiệp ước với vị vua mới của Macedonia, Philipos II (360-336 TCN). Liên minh này đã được thắt chặt bởi một cuộc hôn nhân ngoại giao: Olympias, con gái Neoptolemos trở thành nữ hoàng của Macedonia. Người em trai Alexandros của bà cũng đã được gửi đến Macedonia, để được nhận một nền giáo dục Hy Lạp.
Vào thời niên thiếu, ông đã có mặt ở triều đình của Philip II của Macedonia. Năm 350 TCN, Philip đã đưa ông lên làm vua của Ipiros, sau khi lật đổ Arymbas chú của ông. Còn Arybbas bỏ chạy đến Athens và qua đời ở đây năm 342 TCN.
Hầu như ít có điều gì được biết đến về triều đại của ông ngoại trừ một thực tế rằng ông đã chinh phục các bộ lạc Ipiros khác và khi Olympias rời bỏ chồng của bà, năm 337 trước Công nguyên, bà đã đi đến chỗ em trai mình, và cố gắng để xúi giục ông tiến hành cuộc chiến chống lại Philippos.
Tuy nhiên, Alexandros I từ chối giao tranh, và thành lập một liên minh thứ hai với Philippos bằng việc cưới người con gái của ông ta (cháu gái của Alexandros I) là Cleopatra(336 TCN). Tại đám cưới, Philippos bị ám sát bởi Pausanias của Orestis. Năm 334 TCN, Alexandros I, theo lời thỉnh cầu của một thuộc địa Hy Lạp là Taras (ở Magna Graecia), đã vượt biển đến Ý, và hỗ trợ họ trong cuộc chiến chống lại một số bộ lạc Ý, người Lucania và Bruttii. Sau một chiến thắng trước người Samnite và Lucania gần Paestum, năm 332 TCN, ông đã ký một hiệp ước với những người La Mã. Thành công của ông vẫn tiếp tục. Ông đã chiếm Heraclea từ người Lucania, và Terina và Sipontum từ người Bruttii. Bị sự phản bội của một số người Lucania lưu vong, ông đã buộc phải tham gia vào một trong những trận đánh bất lợi gần Padosia, trên bờ của sông Acheron, và đã bị giết chết bởi bàn tay của một trong những người lưu vong, ngay khi ông đang vượt sông. Ông để lại một người con trai, Neoptolemus, và một con gái, Cadmea.